# Ružić (Serbia)
Ružić (cyr. Ружић) – wieś w Serbii, w okręgu pczyńskim, w gminie Vladičin Han. W 2011 roku liczyła 93 mieszkańców.